# Michiko Saijo
Michiko Saijo –en japonés, 西条 美智子, Saijo Michiko– es una deportista japonesa que compitió en judo. Ganó una medalla de plata en el Campeonato Asiático de Judo de 1981, en la categoría de –56 kg.

## Palmarés internacional
| Campeonato Asiático | Campeonato Asiático | Campeonato Asiático | Campeonato Asiático |
| Año                 | Lugar               | Medalla             | Categoría           |
| ------------------- | ------------------- | ------------------- | ------------------- |
| 1981                | Yakarta (Indonesia) | Medalla de plata    | –56 kg              |